# Курінь «Дзвони»
«Дзвони» — курінь УПА, що входив до складу ТВ-22 «Чорний ліс» ВО-4 «Говерля» УПА-Захід. Курінні: Мельник Петро (псевдо Хмара-1), Чав'як Володимир (псевдо Чорнота).

## Бойові дії
кінець серпня 1945 року — бій у селі Яворівка. Знищено 30 та поранено 18 більшовиків. Втрати повстанців — 1 поранений.
27 серпня 1945 року — сотня «Сірі» під командуванням Михайла Коржака (псевдо Сапер) разом з двома сотнями («Залізні» та «Звірі») куреня «Смертоносці» звели бій з спецвідділом ОББ (відділ боротьби з бандитизмом) у Кінчацькому лісі. Ворог втратив 80 убитими.
31 жовтня 1945 року — успішний наліт на обласний центр Станіслав.
21 грудня 1945 року — наскок на більшовиків (чисельністю 300 осіб) поблизу села Завій Перегінського (нині — Калуського) району Станіславської (нині — Івано-Франківської) області. Бій закінчився без втрат з боку куреня. Здобуто 30 автоматів, 50 крісів, уніформу і взуття.
В першій половині січня 1946 р. курінь оперував у Журавнівському районі. 20.01.1946 курінь разом із сотнями «Рисі» й «Летуни» прийняв бій у Болохівських лісах.
23 січня 1946 року — курінь потрапив в оточення між селами Красне та Хмелівка. Відділи більшовиків мали підтримку авіації. Повстанці пішли у рукопашний прорив (важко поранені залишилися в оточенні та подострілювались) і прорвали кільце. Втрати куреня — 15 стрільців, більшовиків — 50 вбитими і 30 пораненими..